# Oued Zitoun
Oued Zitoun (em árabe: وادى الزيتون) é uma cidade e comuna localizada na província de El Tarf, Argélia. De acordo com censo de 2008, a população total da cidade era de 5 881 habitantes.